# Лянцкоронский, Мацей
Граф Мацей Лянцкоронский (28 февраля 1723, Ягельница — 14 августа 1789, Дембно) — государственный деятель Речи Посполитой, стольник подольский (1752—1762), каштелян киевский (1762—1772), воевода брацлавский (1772—1789), член Галицийского парламента.

## Биография
Представитель польского шляхетского рода Лянцкоронских герба «Задора». Второй сын старосты стопницкого Вавринца Лянцкоронского (ум. 1751) и Франциски Тарло.
В 1743—1744 годах — капитан французской армии, с 1752 года — ротмистр панцирной хоругви. В 1752 году получил должность стольника подольского.
В 1752 году был избран послом от Подольского воеводства на сейм. В 1762 году Мацей Лянцкоронский был назначен каштеляном киевским. В 1764 году стал кавалером Ордена Белого орла. В 1772 году получил должность воеводы брацлавского.
18 ноября 1783 года Мацей Лянцокоронский получил от германского императора Иосифа II Габсбурга титул графа Священной Римской империи.
18 сентября 1773 года подписал сеймовый трактат о первом разделе Речи Посполитой между Россией, Пруссией и Австрией. На разделительном сейме в 1775 году Мацей Лянцкоронский вошел в состав польской делегации, вынужденной под давлением дипломатов России, Пруссии и Австрии признать Первый раздел Речи Посполитой. В 1778 году на сейме был избран консуляром (советником) Постоянного Совета при короле.

## Семья
В 1753 году женился на Аполонии Морштын (ум. до 1762), дочери каштеляна вислицкого Яна Морштына и Розалии Шембек. Дети:
- Антоний Юзеф Лянцкоронский (1761—1830), ротмистр народной кавалерии (1778), комиссар коронной казны (1789), член Эдукационной комиссии (1791), камергер австрийский и маршалок сейма Галиции и Лодомерии (1825—1829), кавалер польских орденов Белого орла, Святого Станислава, австрийского ордена Золотого Руна и датского ордена Данеброга.
- Юстина Лянцкоронская (ум. 1829), жена с 1775 года старосты равского Франтишека Стефана Лянцкоронского (ум. 1789)

В 1766 году вторично женился на княжне Анне Доброгневе Яблоновской (1745—1782), дочери воеводы новогрудского, князя Юзефа Александра Яблоновского (1711—1777), и Каролины Терезы Радзивилл (1707—1765). Второй брак был бездетным.